# Woskobłonka popękana

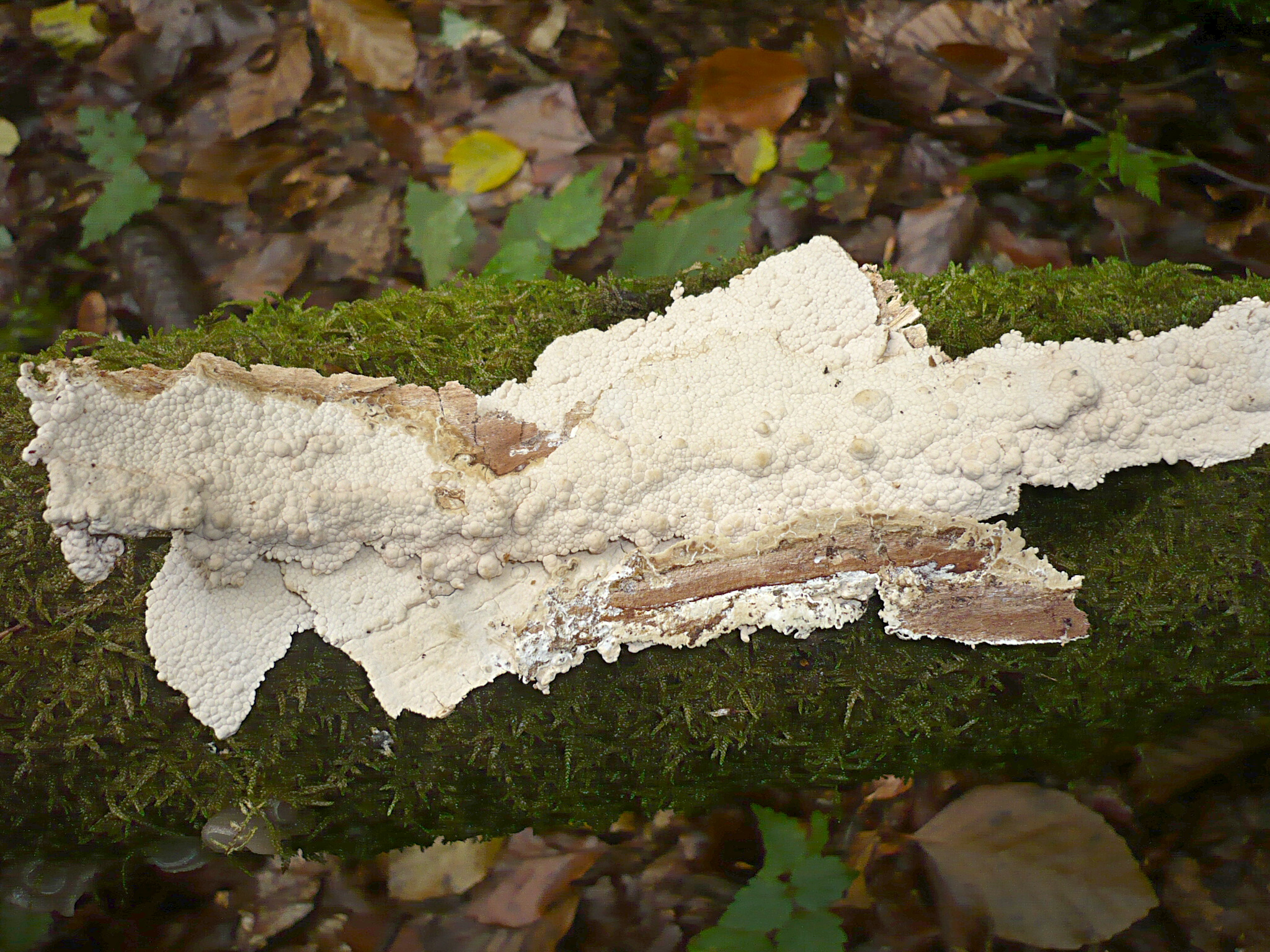

Woskobłonka popękana (Gloeocystidiellum porosum (Berk. & M.A. Curtis) Donk) – gatunek grzybów z rodziny skórnikowatych '(Stereaceae).

## Systematyka i nazewnictwo
Pozycja w klasyfikacji według Index Fungorum: Gloeocystidiellum, Stereaceae, Russulales, Incertae sedis, Agaricomycetes, Agaricomycotina, Basidiomycota, Fungi.
Po raz pierwszy opisali go w 1879 r. Miles Joseph Berkeley i Moses Ashley Curtis, nadając mu nazwę Corticium porosum. Obecną, uznaną przez Index Fungorum nazwę, nadał mu w 1931 r. Marinus Anton Donk. Ma 7 synonimów. Niektóre z nich:
- Gloeocystidium letendrei (P. Karst.) Bourdot & Galzin 1913
- Gloeocystidium porosum (Berk. & M.A. Curtis) Wakef. 1928[2].

W 1973 r. Władysław Wojewoda nadał mu polską nazwę rozwiernik porowaty, w 2003 r. zmienił ja na woskobłonka popękana.

## Morfologia
Owocnik
Rozpostarty, przylegający do podłoża, o małych lub średnich rozmiarach, o barwie białej do kremowej, stare okazy czasami ochrowe. Grubość 0,05–0,2 mm, powierzchnia błoniasta lub chropowata, brzeg na ogół niezbyt zróżnicowany, czasem drobno strzępiasty, biały.
Cechy mikroskopowe
System strzępkowy monomityczny. Strzępki cienkościenne, szerokości 2–3 µm, ze sprzążkami na wszystkich przegrodach. Cienka (25–50 µm) warstwa subikulum złożona głównie równoległych strzępek. Trama w subhymenium złożona z gęsto splecionych, pionowych strzępek. Gleocystydy (szkieletocystydy) liczne, rurkowate, mniej lub bardziej faliste, 60–150 × 8–15 µm, często rozwijające się bocznie ze strzępek hymenium. Mają oleistą, żółtawą, granulkowatą zawartość z kilkoma gutulami. Pod działaniem KOH niebieskawe, reakcja na sulfowanilinę dodatnia. Podstawki wąskomaczugowate, 18–22 × 3–4 µm, z 4 cienkimi sterygmami. Bazydiospory elipsoidalne, jajowate do prawie cylindrycznych, drobno brodawkowate, amyloidalne, 4,5–6 × 2,5–3,5 µm. Do obserwacji tekstury ich powierzchni należy użyć odczynnika Melzera i wybrać do badań puste okrywy zarodnikowe.

## Występowanie
Wąskobłonka popękana występuje na niektórych wyspach i na wszystkich kontynentach poza Antarktydą i Ameryką Południową. Najliczniejsze stanowiska podano w Europie. W Polsce W. Wojewoda w 2003 r. przytacza 10 stanowisk z uwagą, że jej częstość występowania i stopień zagrożenia nie są dokładnie znane.
Nadrzewny grzyb saprotroficzny. Występuje w lasach liściastych i mieszanych na martwym drewnie; na pniach i gałęziach. W Polsce notowany na grabach i bukach, w Skandynawii występuje najczęściej na bukach, ale notowany także na brzozach, wierzbach i olszach.